# Jens Koefoed Brandt
Jens Koefoed Brandt (født 20. maj 1924, død 10. juni 2010) var en dansk landmand og kommunalpolitiker, der fra 1974 til 1990 var amtsborgmester i Bornholms Amt, valgt for Venstre.
Han begyndte sit politiske virke i 1958 som medlem af Nylarsker Sogneråd, som han fra 1966 til 1970 var formand for. I 1962 indvalgtes han i Bornholms Amtsråd, hvor han fra 1974 til 1989 var amtsborgmester. Han havde tillige sæde i Amtsrådsforeningens bestyrelse, hvor han var formand for organisationens løn- og forhandlingsudvalg.
Som amtsborgmester så han tidligt øens natur som en ressource og medvirkede til, at Bornholm i 1980'erne var førende i arbejdet med alternative energikilder. I hans tid var der også fokus på etableringen af cykelveje og cykelstier på øen. Ved sin død blev han beskrevet som en respekteret, ordholdende og resultatorienteret politiker.
Som amtsborgmester blev han efterfulgt af Knud Andersen.